# Mohammed Jahfali
Mohammed Yahya Jahfali (em árabe: محمد يحيى جحفلي: nascido em 24 de outubro de 1990) é um futebolista saudita que atua como zagueiro. Atualmente joga pelo Al-Hilal.

## Carreira
Um dos maiores momentos da carreira dele, foi quando marcou um gol de empate no último minuto contra o Al-Nassr na final da Copa do Rei de 2015, logo levou a partida para a disputa de pênaltis é conseguiu o título para o Al-Hilal.[carece de fontes?]
Na Copa do Mundo de 2018 foi um dos 28 jogadores a ser pré-convocado pela Seleção Saudita mas ficou de fora da convocação final.

## Títulos
Al-Hilal
- Campeonato Saudita: 2016-17, 2017-18, 2019-20, 2020-21, 2021-22, 2023–24
- Copa do Rei : 2014-15, 2016-17, 2019-20, 2022-23
- Supecopa Saudita: 2015-16, 2018-19, 2021-22
- Copa da Coroa do Príncipe: 2015-16
- Liga dos Campeões da AFC: 2018-19, 2020-21